# 1789 у Миколаєві
| Роки в Миколаєві 1789 • 1790 • 1791 • 1792 • 1793 • 1794 • 1795 • 1796 • 1797 • 1798 • 1799 • → Див. також: XIX століття |

1789 у Миколаєві — список важливих подій, що відбулись у 1789 році в Миколаєві. Також подано перелік відомих осіб, пов'язаних з містом, що народились або померли цього року.

У 1789 році засновано Миколаїв. Ім'я місту було надано 27 серпня (7 вересня) в пам'ять про взяття в 1788 році російськими військами турецької фортеці Очаків у день Святого Миколая, покровителя моряків. В цей день Григорій Потьомкін писав Михайлу Фалєєву в ордері № 1065:
|  | Фаброву дачу йменувати Спаське, а Вітовку Богоявленське, новозаводську верф на Інгулі місто Миколаїв. Оригінальний текст (рос.) Фаборову дачу именовать Спасское, а Витовку Богоявленское, новозаводскую верфь на Ингуле город Николаев. |

## Події
- 10 (21) листопада Григорій Потьомкін звернувся до цариці Катерини II з проханням затвердити за Миколаєвом статус міста. Проте цей статус Миколаїв дістав лише у жовтні 1790[3].
- За наказом князя Потьомкіна було закладено першу кам'яну церкву. Будівництво розпочалося в 1790 році за рахунок міської скарбниці і було завершено через чотири роки. 30 жовтня 1794 року відбулось її освячення в ім'я Святого Мученика Григорія Великої Вірменії (його ім'я носив князь Григорій Потьомкін). У 1798 році храм одержав статус Адміралтейського собору. Це був перший собор Миколаєва[4].
- Григорій Потьомкін перейменував Вітовку на Богоявленськ, з причини цілющих джерел води, які були «даром Божим».
- 17 грудня (28 грудня) М. Л. Фалєєв сповістив архієпископа Катеринославського, Херсонського і Таврійського Амвросія (Серебренникова) про намір спорудити в Миколаєві храм на честь Святого Миколая Чудотворця. Наступного року на пожертви грецької громади був закладений дерев'яний Грецький храм на честь Святого Миколая (на розі нинішніх вулиць нинішніх вулиць Пушкінської та Потьомкінської і проіснував 20 років. Кам'яний Грецький Свято-Нікольський храм будували з 1803 до 1817 року[4].

## З'явилися
- 27 квітня (8 травня) Григорій Потьомкін дає вказівку «завести верфь на Ингуле», якій через чотири місяці було дано назву Миколаїв на честь Святого Миколая, заступника моряків[5]. У грудні, ще недобудована, вона була вже готова до початку будівництва великого судна[6].